# NGC 247
NGC 247 és una galàxia espiral intermèdia (tot i que és de vegades classificat com a Galàxia espiral nana) a uns 11,1 milions d'anys en la constel·lació de la Balena. Aquesta distància va ser confirmada a finals de febrer de 2011. Els mesuraments anteriors van mostrar que la galàxia era a uns 12,2 milions anys llum fora, però això va ser demostrat ser incorrecta. NGC 247 és un membre del Grup d'Escultor.
NGC 247 està marcat per una inusual gran buit en un costat del seu disc espiral. Aquest buit conté algunes estrelles més velles, més vermelles però no, joves estrelles més blaves.

## Galàxia i galàxies properes informació de grup
NGC 247 és una de diverses galàxies que està enllaçada gravitacionalment a la Galàxia Escultor (NGC 253). Aquestes galàxies formen un petit nucli al centre del Grup de l'Escultor, que és un dels grups més propers de galàxies de la Via Làctia. La majoria de les altres galàxies associades amb el Grup Escultor són només dèbilment lligades gravitacionalment a aquest nucli.